# Operazione Ramoscello d'Ulivo
Il 20 gennaio 2018 le Forze armate turche hanno iniziato un'operazione militare nel cantone a maggioranza curda di Afrin e nell'area di Tel Rifaat del governatorato di Aleppo, nella Siria settentrionale. La Turchia ha dato all'operazione il nome in codice di "Ramoscello d'Ulivo".
L'offensiva ha come obiettivi il Partito dell'Unione Democratica curdo in Siria (PYD), e la sua ala armata Unità di Protezione Popolare (YPG), oltre che le posizioni delle Forze Democratiche Siriane (SDF) che circondano la città siriana di Afrin. Le forze turche sostengono inoltre di combattere contro l'ISIS, seppur l'ISIS non sia presente nella regione. Afrin e l'area circostante sono reclamate dal Sistema Federale Democratico della Siria del Nord (Rojava).
Il presidente turco Recep Tayyip Erdoğan ha inoltre annunciato che l'operazione sarà seguita da un'altra avente come obiettivo la città di Manbij, sottratta all'ISIS nel 2016 dai curdi appoggiati dagli Stati Uniti, la quale all'inizio dell'operazione su Afrin ospita ancora una guarnigione americana. Il territorio sotto il controllo del Rojava infatti ospita circa 2000 marines, per la maggior parte impegnati ad addestrare i combattenti SDF.
È la quarta operazione turca in Siria dall'inizio della guerra civile siriana dopo l'operazione Shah Eufrate (2015), l'operazione Scudo dell'Eufrate (2016-17) contro l'ISIS e le operazioni nel governatorato di Idlib (2017-) a supporto dei ribelli contro le forze governative. Segue in parte lo stesso scopo dell'operazione Scudo dell'Eufrate, ovvero evitare la formazione di un'entità statale curda che copra gran parte della frontiera meridionale della Turchia, impedendo la presenza militare di questi ad ovest dell'Eufrate, linea rossa tracciata unilateralmente dal governo di Ankara. È inoltre considerata parte del più ampio conflitto curdo-turco in atto sin dal 1978, principalmente tra il Partito dei Lavoratori del Kurdistan (PKK, considerato organizzazione terroristica da Stati Uniti ed Unione europea, al contrario del PYD/YPG) e la nazione turca, e costato più di 50 000 vite, di cui 10 000 turchi e 40 000 curdi..
L'operazione avviene con il tacito assenso della Russia, i cui militari poco prima dell'inizio si sarebbero ritirati dalla loro base militare presente nel cantone e la cui aviazione controllerebbe lo spazio aereo in cui agiscono i jet turchi. Contemporaneamente anche gli Stati Uniti, sostenitori dei curdi nella lotta all'ISIS soprattutto nella grande regione siriana ad est dell'Eufrate, non fanno seguire all'offensiva alcuna reale protesta diplomatica, essendo già le relazioni tra le due nazioni membre della NATO ai minimi storici e di conseguenza essendo presente il rischio di una disastrosa uscita della Turchia dal Patto Atlantico. La Russia invece si trova nella complessa situazione diplomatica di essere contemporaneamente il principale sostenitore del governo di Damasco di Bashar al-Assad ed il nuovo alleato della Turchia di Recep Tayyip Erdoğan, in conseguenza del fallito colpo di Stato in Turchia del 2016, la quale sin dall'inizio della guerra civile siriana si è però sempre schierata con l'opposizione.
Iran e governo siriano al contrario invitano invano fin da subito Ankara a porre immediatamente fine alle operazioni militari contro la città di Afrin, avvertendo inoltre che l'invasione potrebbe creare il caos necessario affinché i gruppi terroristici riprendano le operazioni nella regione..
Assad e le forze PYD/YPG espongono diverse visioni sul futuro della Siria e i rispettivi eserciti si sono a volte scontrati tra di loro anche se hanno per lo più evitato il conflitto diretto, seppur durante la stessa operazione nella parte orientale della Siria avvengano scontri tra i due schieramenti con bombardamenti statunitensi su forze governative nel governatorato di Deir el-Zor durante la battaglia di Khasham il 7 febbraio nella quale un'intera colonna di circa 500 soldati filogovernativi e contractors russi sarebbe stata bersaglio di bombardamenti americani, riportando numerose perdite.
Decine di giornalisti e centinaia di users di social networks sono stati inoltre arrestati in Turchia per aver criticato l'attacco turco.

## L'inizio dell'operazione
Il 22 gennaio le forze filo-turche occupano sette villaggi ma le forze dello YPG ne ricatturano due.
Il 23 gennaio le acquisizioni territoriali della Turchia sono ancora limitate. Entrambe le parti riferiscono di aver inflitto numerose perdite all'altra, tra i morti vi è anche un comandante di alto grado del TSFA.
Il 27 gennaio avviene il primo caso di attacco suicida da parte delle forze curde. La combattente delle YPJ Zuluh Hemo (conosciuta come "Avesta Xabur") lanciatasi contro un Leopard 2A4 (di fabbrica tedesca) lancia una granata nella torretta del carro uccidendo se stessa e i due soldati turchi all'interno. Le forze armate turche negano il fatto che vi siano soldati turchi morti nell'evento e sostengono che Hemo si sia fatta esplodere con una granata in bocca.
La documentazione sull'utilizzo di carri armati tedeschi contro i curdi da parte della Turchia causa clamore in Germania, portando alla sospensione delle forniture militari tedesche ad Ankara e facendo conseguentemente precipitare di nuovo i rapporti tra i due Paesi.
Il 28 gennaio avviene la prima considerevole sconfitta dei curdi con la presa del monte Barsaya, nella parte orientale del cantone, dopo che diversi tentativi precedenti a partire dal 22 gennaio erano falliti.
Il 3 febbraio i curdi riescono a distruggere un carro armato turco (probabilmente un Leopard 2A4 di fabbricazione tedesca) con un ATGM Kornet di fabbricazione russa. Tale notizia viene confermata da fonti curde e turche.
Il 6 febbraio un convoglio curdo di rinforzi proveniente dal nord-est della Siria raggiunge il cantone attraversando i territori in mano al governo di Damasco, il numero di combattenti presenti nel convoglio non è chiaro ma è stimato tra 500 e 5000. Diverse fonti affermano che l'arresto dei bombardamenti da parte dell'aviazione turca e la concessione del passaggio al convoglio curdo siano dovute ad una risposta da parte della Russia all'abbattimento dell'aereo Su-25 avvenuto da parte dei ribelli il 3 febbraio nella provincia di Idlib. In ogni caso, secondo le forze turche, la Russia ha chiuso solo temporaneamente (a partire dalla notte del 4 febbraio) lo spazio aereo siriano, questo per consentire l'azione di un meccanismo elettronico contro i missili antiaerei portatili. Secondo lo stesso rapporto, i droni armati turchi rimangono operativi ad Afrin. 
Il 9 febbraio lo spazio aereo siriano viene di nuovo aperto ai jet Turchi.
Il 10 febbraio un elicottero d'attacco turco T129 ATAK si schianta ed i due membri dell'equipaggio rimangono uccisi. Secondo il presidente Erdogan, le SDF e l'Osservatorio siriano per i diritti umani (SOHR) l'elicottero è stato abbattuto, mentre l'esercito turco non rivela quale sia stata la causa ma afferma che sia in atto un'indagine per chiarire la dinamica della vicenda.
Il 17 febbraio Stati Uniti e Turchia, in seguito ad un summit ad Ankara tra il segretario di Stato Rex Tillerson ed il ministro degli esteri Mevlüt Çavuşoğlu, trattano per un accordo che prevederebbe il ritiro ad est dell'Eufrate delle truppe YPG a stanziate a Manbij e la costituzione di una "safety zone" cogestita da Turchia e Stati Uniti.

Il 19 febbraio, dopo indiscrezioni da parte di un ufficiale curdo il giorno precedente, l'Agenzia di Stato Araba Siriana (SANA) annuncia che il governo Siriano ha raggiunto un accordo con lo YPG di Afrin il quale prevede l'ingresso di milizie pro-Assad nel cantone per aiutare le forze curde contro l'offensiva turca. Il ministro turco Çavuşoğlu ha risposto che le forze Siriane sono benvenute se la loro intenzione è quella di combattere lo YPG, affermando: "Se è così, non ci sono problemi. Se però stanno entrando ad Afrin per proteggere le forze YPG/PKK, nessuno può fermare l'armata Turca." Nuri Mahmoud, un portavoce dello YPG, ha detto ad Al-Jazeera che i curdi avrebbero chiesto aiuto alle milizie pro-governo per "preservare l'unità della Siria" ma ha aggiunto che i combattenti non sarebbero giunti in giornata.
Il 20 febbraio giungono indiscrezioni riguardanti tentativi di accordo tra Ankara, Damasco e le forze curde per il termine dell'operazione: i governativi prenderebbero il controllo del cantone curdo (avrebbero infatti chiesto ai curdi l'esposizione della bandiera Siriana nei luoghi pubblici e la consegna delle armi pesanti) mentre alla Turchia resterebbe una stretta striscia lungo il confine, una zona cuscinetto profonda alcuni chilometri per impedire eventuali infiltrazioni di elementi dello Ypg nel suo territorio.

## Ingresso delle truppe governative e seconda fase dell'operazione

Fasi dell'operazione Ramoscello d'Ulivo

Il 20 febbraio milizie pro-governative autodefinitesi "Forze Popolari" entrano nel cantone. La Brigata Baqir, parte del network di milizie delle "Forze di Difesa Locali" (LDF) annuncia di aver assunto il comando di tali forze.
Un convoglio di forze pro-governative è però bersaglio di "colpi d'avvertimento" dell'esercito turco ed è per tale motivo costretto a ritirarsi parzialmente.
Il presidente turco Erdoğan conferma che le forze sono state bersaglio dell'artiglieria turca ed afferma che esse consistano in "terroristi" che hanno agito indipendentemente e che "pagheranno un alto prezzo".
Fonti del PYD intanto negano che sia stato raggiunto alcun accordo politico col governo siriano e affermano che l'accordo sia puramente militare. Il 21 febbraio l'agenzia di stato siriana annuncia l'arrivo di altre milizie pro-governative ad Afrin, mentre un comandante dei pro-governativi afferma che le truppe respinte il giorno precedente siano rientrate nel cantone. Il governo siriano attua quindi la strategia di non schierare l'esercito regolare, già impegnato nella massiccia operazione contro i ribelli nel Ghouta est, non esponendosi contro la Turchia ma nel contempo cercando di impedire un facile successo del TSFA che porterebbe ad un rafforzamento della posizione dei ribelli al tavolo delle trattative.
Il 26 febbraio le forze YPG perdono gran parte del controllo sul confine con la Turchia e contemporaneamente viene annunciato il dispiegamento delle forze speciali di polizia turche ad Afrin per una nuova battaglia.
Il 28 febbraio il governo turco rende noto che il cessate il fuoco di 30 giorni approvato il 24 febbraio dall'ONU non copre Afrin e che la Turchia non è una parte del conflitto siriano.
Il 29 febbraio le forze turche prendono completamente controllo del confine della regione con la Turchia e cingono d'assedio le cittadine di Jindires e Rajo. Il giorno seguente 8 soldati turchi rimangono uccisi e 13 rimangono feriti negli scontri mentre 17 miliziani pro-governativi vengono uccisi nei bombardamenti a Jamaa.
Il 3 marzo l'esercito turco annuncia di aver conquistato Rajo, una delle roccaforti curde maggiori, situata nel nord-ovest della regione, sebbene gli scontri nella città continuino almeno fino al 5 marzo, data in cui la notizia viene confermata anche dal SHOR.
Il 6 marzo le SDF annunciano di aver spostato 1700 combattenti dal fronte contro l'ISIS di Deir el-Zor a quello di Afrin.
L'8 marzo i filo-turchi catturano Jindires ed il 9 marzo espugnano la diga del 17 Aprile sul fiume Afrin, la quale prima della guerra civile forniva acqua potabile ed energia elettrica a circa 200 000 persone.
Il 10 marzo i filo-turchi raggiungono la periferia di Afrin.
Il 13 marzo il centro urbano di Afrin viene accerchiato, lasciando aperto unicamente un corridoio umanitario per la fuga dei civili verso i territori a sud-est del cantone controllati dal governo siriano.
Il 18 marzo il presidente turco Erdoğan annuncia che "la città è stata conquistata alle 8,30". A riportare la notizia inizialmente è stata la CNN Türk. Secondo l'emittente lo sfondamento delle difese curde è avvenuto dal sud est della città, con i combattenti del TSFA che hanno preso il controllo di parte del centro, due chilometri all'interno del perimetro urbano. Secondo le Nazioni Unite, almeno 250 000 persone avrebbero lasciato Afrin attraverso il corridoio umanitario predisposto dall'esercito turco.
L'offensiva via terra avrebbe trovato un'opposizione inaspettatamente leggera, in quanto la maggior parte delle SDF si sarebbero ritirate, lasciando indietro solo una resistenza simbolica e di conseguenza entrambi gli schieramenti avrebbero riportato solo lievi perdite nella fase finale. Le forze filo-turche avrebbero inoltre abbattuto i monumenti curdi nel centro della città ed esposto le bandiere della Turchia e dell'Esercito siriano libero nei luoghi pubblici.

## Conseguenze
Con la caduta di Afrin, la guerra civile siriana entrò in una nuova fase, con le forze curde che cominciarono operazioni di guerriglia contro la Turchia all'interno del cantone e le forze governative che essendo ormai prossime alla completa conquista del Ghouta est a danno dei ribelli, si accinsero a riconquistare le frontiere, compresa quella nord-orientale. Divenne così sempre più concreta la possibilità di uno confronto diretto delle forze turche con le forze lealiste siriane, in uno scenario in cui il cessate il fuoco approvato il 24 febbraio all'unanimità dal Consiglio di sicurezza delle Nazioni Unite (quindi anche dalla Russia) fu completamente ignorato sia ad Afrin sia nel Ghouta est, con gli scontri che in realtà si intensificarono su entrambi i fronti, mentre gli Stati Uniti si dissero "pronti ad agire se necessario" contro il governo di Damasco.
Nel settembre 2018, dopo che i governativi ebbero riconquistato il sud del Paese durante l'estate, si intensificarono gli scontri nel governatorato di Idlib rendendo necessario un accordo tra Turchia e Russia per la creazione di una zona demilitarizzata lungo tale fronte.
L'intervento diretto della Turchia portò inoltre ad un notevole riavvicinamento diplomatico tra Forze Democratiche Siriane e governo centrale.

## Crimini di guerra
Secondo l'Osservatorio per i Diritti Umani (HRW), le guardie di confine turche avrebbero sparato indiscriminatamente ai rifugiati che avrebbero tentato di fuggire dal cantone verso la Turchia. Coloro che avrebbero cercato asilo oltreconfine sarebbero stati inoltre picchiati, negati alle cure mediche e sottoposti ad abusi.
Verso la fine di gennaio ufficiali curdi avrebbero accusato la Turchia di utilizzare napalm, arma chimica proibita dai trattati internazionali. Le forze tuche hanno smentito e non vi è stata verifica indipendente della notizia.
Sono emersi diversi video mostranti ribelli appoggiati dalla Turchia mutilare i cadaveri dei combattenti YPG. Uno di questi mostra il corpo mutilato di una donna combattente YPJ con i seni tagliati esposti e circondata da ribelli dell'esercito siriano libero che la definiscono "scrofa" ed affermano "si dovrebbero vergognare, ci spediscono contro le donne a combattere" mentre ridono e le calpestano il petto. Rami Abdulrahman, il fondatore del SOHR, noto per la sua posizione anti-governativa, ha condannato tale atto e lo ha definito un "crimine più brutale ed orribile perfino di quelli commessi dall'ISIS, loro non mutilavano i cadaveri in questo modo". Secondo l'agenzia pro-PKK Firat, la donna era una combattente YPJ chiamata "Barin Kobanê" ed avrebbe combattuto fino alla fine, facendosi saltare in aria. Il TSFA ha detto che investigherà sulle accuse rivolte ai propri combattenti riguardo alla mutilazione del corpo della combattente YPG.
Fonti siriane e curde hanno accusato la Turchia di bombardare scuole ed ospedali. Il SOHR denuncia inoltre il bombardamento del maggiore impianto idrico della regione.
Il 16 febbraio la Turchia viene accusata dalle forze YPG di aver effettuato un attacco con gas tossici. Il SOHR ha confermato l'attacco, aggiungendo che in seguito ad esso vi siano state diverse persone con difficoltà a respirare e con le pupille dilatate. La Turchia ha definito le accuse "prive di fondamento".
Il 22 febbraio la Turchia viene accusata di aver bombardato un convoglio di aiuti umanitari diretto ad Afrin. In seguito a ciò, la Mezzaluna Rossa Araba Siriana ha sospeso tutti gli aiuti verso Afrin in quanto impossibilitata ad entrare nella regione.
L'HRW ha criticato la Turchia per "aver fallito nel prendere le necessarie precauzioni per evitare morti tra i civili". Il rapporto citava specificamente 3 attacchi aerei che avrebbero ucciso 26 civili di cui 17 bambini.
Amnesty International sostiene che civili siano stati uccisi dalle forze turche per via di bombardamenti indiscriminati sulle aree civili, atto che costituisce una violazione della legge Internazionale.
L'ONU riporta che le milizie curde (YPG) abbiano impedito a civili di lasciare l'area e che essi siano stati usati come scudi umani durante l'assedio di Afrin.
Le milizie YPG accusano le forze ribelli e la Turchia di aver arruolato per l'operazione ex combattenti dell'ISIS e membri di fazioni jihadiste ad esso correlate  effettuando inoltre azioni di "pulizia etnica" nei territori conquistati.
Durante l'occupazione del cantone i filo-turchi avrebbero compiuto abusi sui civili segregando e violentando le donne rimaste oltre che occupando e saccheggiando le case.